# عدی بن زید عبادی
عدی بن زید عبادی دبیر و مترجم عربی دربار خسرو پرویز بود. به‌طور تقریبی او در حدود سال ۵۵۰ میلادی متولد شده و در زمان پادشاهی خسرو انوشیروان (از سال ۵۳۱ تا ۵۷۸ میلادی) به عنوان مترجم به دربار ساسانی راه یافته و در پادشاهی هرمز چهارم (از ۵۷۸ تا ۵۹۰ میلادی) به این کار مشغول بوده است. وی در حدود ۵۸۰ میلادی نعمان سوم را در به دست آوردن حکومت حیره یاری کرد و سپس دختر او هند را به زنی گرفت و در زمان خسرو پرویز در حدود سال ۶۰۰ کشته شد. شهرت فراوان عدی بن زید، شاعر نصرانی دوران جاهلیت، تنها به سبب اشعاری که سروده است یا به او نسبت داده‌اند، نیست زیرا نقشی که او در مورد روابط ایران و عرب بازی کرده، آنچنان پراهمیت است که باعث شد اندک‌اندک بیشتر حوادث زندگی او رنگی افسانه‌آمیز به خود گیرد.

## عدی بن زید در دربار ایران
نیای عدی، حماد (یا عمار یا حمار) نام داشت و از قبیلهٔ بزرگ تمیم بود. آنچه در زندگی این مرد با اهمیت خاصی مورد توجهٔ نویسندگان عرب قرار گرفته این است که گویند او نخستین کس بود که در خاندان خود کتابت آموخت و در آن مهارت یافت تا اینکه کاتب شهریار نعمان اکبر گردید. پدر عدی، زید، اهل حیره بود و سه پسر داشت که هر سه، در دربار ساسانی کار ترجمه می‌کردند.
منذر بن منذر پادشاه خاندان لخمی ده پسر داشت که از آنرو که همه نکو منظر بودند به آنان روشنان می‌گفتند. نعمان سوم یکی از پسران او بود و وی او را برای تربیت، نزد عدی بن زید عبادی سپرده‌بود. پس از مرگ منذر بن منذر، خسرو مردی می‌جست که او را پادشاه عربان کند و از عدی بن زید عبادی نظر خواست، وی گفت «ده پسر از منذر به‌جای مانده است و همه را به نزد خسرو خواند.» پس خود نعمان را یاری داده که مورد اعتماد خسرو واقع شود و به یاری عدی بن زید، نعمان پادشاه جدید خاندان لخمی شد. خسرو تاجی به او داد که شصت هزار درهم بها داشت و به مروارید و طلا آراسته بود.
دخالت عدی بن زید در انتخاب پادشاه خاندان لخمی دشمنی دوستداران برادر نعمان (اسود بن منذر)، را برانگیخت و چون نعمان به پادشاهی رسید، با دسیسه و دروغ کینهٔ عدی را به دل نعمان انداختند و همواره به نعمان می‌گفتند «عدی می‌گوید که شاه (یعنی نعمان) عامل اوست و این پادشاهی را او به نعمان داده است.» چندان گفتند تا نعمان کینهٔ او را به دل گرفت و او را به حیله از دربار خسرو فرا خوانده و به زندان انداخت. عدی دیر زمانی در زندان بماند. اشعار فراوانی که از آنجا به سوی نعمان می‌فرستاد اثر نمی‌بخشید. سرانجام توانست شعری از برای برادر خود ابی که در خدمت کسری بود، بفرستد. عدی بن زید از خسرو اجازهٔ مرخصی خواسته و به حیره آمده بود، چون غیبتش طولانی شد، خسرو کس به‌دنبال او به حیره فرستاد. نعمان سوم گمان برد که اگر عدی بن زید پیش خسرو برگردد، شکایت وی کند و خسرو به خشم آید و از ترس عدی بن زید عبادی را به قتل رساند و به فرستاده گفت که عدی به مرگ طبیعی مرده است.

## زید بن عدی مترجم دربار خسرو پرویز
نعمان بزودی از کشتن عدی بن زید پشیمان شده، پسر وی زید بن عدی را به‌جای پدر، به دربار خسرو فرستاد تا کار مترجمی را در دربار، به‌جای پدر انجام دهد. زید بن عدی که کینهٔ قتل پدر بر دل داشت، در دربار با تحریف‌هایی که در ترجمه مکاتبه‌ها و مکالمه‌های مربوط به نعمان انجام داد، سرانجام موجبات قتل نعمان را به دست خسرو پرویز فراهم آورد.

## اشعار عدی بن زید
تردیدی نیست که قسمت بزرگی از اشعار منسوب به عدی ساختگی و منحول است لکن آن نمونه‌های نخستینی که در صدر اسلام از آثار او باقی‌مانده بود، و نیز اشعاری که در جوی افسانه‌آمیز ساخته به او نسبت دادند، باعث گردید که خاطرهٔ زندگی پر ماجرای او در ذهن راویان زنده گردد و نیرو پذیرد، و سرانجام در قرن دوم و سوم هجری داستان دل‌انگیز و زیبای زندگانی او همه جا شهرت یابد.